# Fioravante Seibezzi
Fioravante Seibezzi (Venezia, 3 novembre 1906 – Venezia, 14 agosto 1974) è stato un pittore italiano.

## Biografia
Fioravante Seibezzi nacque a Venezia nel 1906. Trasferitosi a Milano all'età di dodici anni, trovò vari impieghi come spazzacamino e manovale. Fu al ritorno da Milano che iniziò da autodidatta, grazie anche al sostegno economico di Cesare Laurenti, ad avvicinarsi alla pittura. Appena vent'enne, nel 1926, espose per la prima volta alla XVª Biennale di Venezia: in quell'occasione vinse anche il premio Marini Missana (riconoscimento ricevuto anche nell'edizione del 1936). La sua partecipazione alla Biennale continuò per altre 11 edizioni, fino al 1956, accumulando numerosi premi durante le varie manifestazioni.
Fin da giovane venne considerato uno dei più talentuosi pittori della seconda generazione della Scuola di Burano, gruppo di pittori veneziani di tendenze postimpressioniste di cui facevano parte tra gli altri Eugenio Da Venezia, Neno Mori, Marco Novati e Carlo Dalla Zorza, dimostrando un notevole interesse per le vedute lagunari.
Partecipò inoltre alla Quadriennale di Roma in 7 diverse edizioni (1931, 1935, 1939, 1943, 1948, 1951, 1959), mentre altre mostre figurano a Venezia, Padova, Milano, Parigi, Londra, Cleveland, Baltimora, Syracuse e diversi luoghi in Italia e all'estero.
Morì a Venezia il 14 agosto 1974.

## Mostre ed esposizioni

### Collettive
- 1926 - XVª Biennale di Venezia, Venezia
- 1927 - IIª Mostra nazionale d'arte marinara, Palazzo delle Esposizioni, Roma
- 1928 - XVIª Biennale di Venezia, Venezia
- 1930 - XVII Biennale di Venezia, Venezia
- 1931 - Iª Quadriennale nazionale d'arte, Palazzo delle Esposizioni, Roma
- 1931 - La settimana italiana di Atene, Palazzo dello Zappeion, Atene
- 1931 - Exhibition of contemporary Italian paintings, Baltimore Museum of Art, Baltimora
- 1932 - XVIIIª Biennale di Venezia, Venezia
- 1932 - Exhibition of contemporary Italian paintings, Cleveland Museum of Art, Cleveland
- 1932 - XXIIIª Collettiva dell’Opera Bevilacqua La Masa, Fondazione Bevilacqua La Masa, Venezia
- 1932 - Mostra d'arte italiana a Vienna, Kunstlerhaus, Vienna
- 1933 - Iª Mostra del Sindacato Nazionale Fascista di Belle Arti, Palazzo del Parterre, Firenze
- 1934 - XIXª Biennale di Venezia, Venezia
- 1935 - Mostra dei quarant'anni della Biennale di Venezia, Venezia
- 1935 - Esposizione d'arte moderna e contemporanea, Galleria nazionale dello Jeu de Paume, Parigi
- 1935 - IIª Quadriennale nazionale d'arte, Palazzo delle Esposizioni, Roma
- 1936 - XXª Biennale di Venezia, Venezia
- 1936 - Esposizione d'arte italiana contemporanea, Museo di belle arti di Budapest, Budapest
- 1937 - Expo 1937, Padiglione italiano, Parigi
- 1937 - IIª Mostra del Sindacato Nazionale Fascista di Belle Arti, Palazzina Spagnola, Napoli
- 1938 - XXIª Biennale di Venezia, Venezia
- 1938 - Esposizione d'Arte Italiana Contemporanea, Kunsthalle Bern, Berna
- 1938 - IXª Mostra del Sindacato interprovinciale fascista di belle arti, Fondazione Bevilacqua La Masa, Venezia
- 1939 - IIIª Quadriennale nazionale d'arte, Palazzo delle Esposizioni, Roma
- 1939 - Iº Premio nazionale Bergamo, Bergamo
- 1940 - XXIIª Biennale di Venezia, Venezia
- 1941 - IIIª Mostra del Sindacato Nazionale Fascista di Belle Arti, Palazzo dell'Arte, Milano
- 1942 - XXIIIª Biennale di Venezia, Venezia
- 1943 - IVª Quadriennale nazionale d'arte, Palazzo delle Esposizioni, Roma
- 1942 - XXIIIª Biennale di Venezia, Venezia
- 1942 - XIIª Mostra sindacale d'arte del Triveneto, Gran Guardia, Verona
- 1947 - Premio Nazionale Paesaggio del Garda, Riva del Garda
- 1948 - XXIVª Biennale di Venezia, Venezia
- 1948 - Rassegna nazionale delle arti figurative, Vª Quadriennale nazionale d'arte, Palazzo delle Esposizioni, Roma
- 1948 - IIª Mostra dei primi espositori di Ca' Pesaro (1920 - 1928), Fondazione Bevilacqua La Masa, Venezia
- 1949 - 6 artisti veneziani alla Bevilacqua La Masa, Fondazione Bevilacqua La Masa, Venezia
- 1950 - XXVª Biennale di Venezia, Venezia
- 1951 - VIª Quadriennale nazionale d'arte, Palazzo delle Esposizioni, Roma
- 1952 - XXVIª Biennale di Venezia, Venezia
- 1952 - Iª Triennale del lavoro italiano nel mondo, Rassegna di paesaggi d'Europa vista da italiani, Parco della Mostra d'Oltremare, Napoli
- 1953 - IIIº Premio nazionale Burano, Fondazione Bevilacqua La Masa, Venezia
- 1953 - IIº Premio di pittura "Esso", Strade d'Italia, Palazzo delle Esposizioni, Roma
- 1954 - XXVII Biennale di Venezia, Venezia
- 1956 - IVº Premio nazionale Burano, Fondazione Bevilacqua La Masa, Venezia
- 1959 - VIIIª Quadriennale nazionale d'arte, Palazzo delle Esposizioni, Roma
- 1970 - Pittori della Collezione Giulio Radi , Fondazione Bevilacqua La Masa, Venezia
- 1982 - La valigia ieri e oggi, Galleria internazionale d'arte moderna Ca' Pesaro, Venezia
- 1984 - Cronaca 1947 - 1967, Fondazione Bevilacqua La Masa, Venezia
- 2010 - Settepittori Settemondi. La Bohème di Palazzo Carminati, Torre Massimiliana di S. Erasmo, Venezia
- 2010 - Nel Paesaggio, Villa Brandolini d'Adda, Pieve di Soligo
- 2018 - Atelier Venezia. Gli studi della Bevilacqua La Masa, 1901 - 1965, Fondazione Bevilacqua La Masa, Venezia

### Personali
- 1967 - Fioravante Seibezzi, Galleria "Il Traghetto", Venezia
- 1967 - Una prospettiva storica, in Quarant’anni di pittura veneziana. Novati, Seibezzi, Varagnolo, Casinò municipale, Venezia
- 1968 - Mostra antologica Fioravante Seibezzi, Galleria Fontana, Venezia
- 1972 - seibezzi. Opere dal 1926 al 1932, Galleria Fidarte, Mestre
- 1973 - Seibezzi a Venezia. L'ultima stagione del vedutismo lagunare : opere 1924-1973, Galleria d'arte Sagittaria, Pordenone

## Opere nelle collezioni
- Veduta del Canal Grande, olio su tela, Collezione di Intesa Sanpaolo, Milano
- Venezia in simboli, olio su faesite, Fondazione Cassamarca, Treviso
- Paesaggio Lagunare, olio su cartone, Fondazione Cassamarca, Treviso
- Canale, olio su compensato, Fondazione Cassamarca, Treviso
- I lavori del nuovo ponte sulla laguna - olio su tela, Galleria internazionale d'arte moderna, Venezia
- La Dogana - olio su tela, Galleria internazionale d'arte moderna, Venezia
- La colonna del leone a S. Marco - olio su cartone, Galleria internazionale d'arte moderna, Venezia
- Venezia - olio su tela, Museo Civico di Rovereto, Rovereto
- Autunno a Torcello - olio su compensato, Museo Civico di Rovereto, Rovereto
- Alba a Burano - olio su tela, Museo Civico di Rovereto, Rovereto
- Mattino - 1926, olio su tela, Fondazione Cariverona, Verona
- Canal Grande - 1930 ca., olio su tela, Galleria degli Uffizi, Firenze
- Salisburgo - 1952, olio su tela, Camera dei deputati, Roma
- Paesaggio Marino - 1961, olio su cartone, Museo d'arte moderna Mario Rimoldi, Cortina d'Ampezzo

## Premi e riconoscimenti
- 1926 - Premio acquisto Marini-Missana alla XVª Esposizione internazionale d'arte di Venezia
- 1932 - Premio del Consiglio Provinciale dell'Economia Corporativa di Venezia alla XVIIIª Esposizione internazionale d'arte di Venezia
- 1936 - Premio acquisto Marini-Missana alla XXª Esposizione internazionale d'arte di Venezia
- 1937 - Medaglia d'argento all'Expo 1937 di Parigi
- 1940 - Iº Premio del Concorso Venezia alla XXIIª Esposizione internazionale d'arte di Venezia
- 1947 - Iº Premio al Premio Nazionale Paesaggio del Garda
- 1952 - Premio acquisto Società Giovanni Buitoni e F.lli alla XXVIª Esposizione internazionale d'arte di Venezia
- 1953 - IIº Premio al IIIº Premio nazionale Burano, sezione paesaggio di Burano
- 1956 - Iº Premio al IVº Premio nazionale Burano, sezione paesaggio di Burano